# مارکیز او (فیلم)
مارکیزِ اُ (آلمانی: Die Marquise von O...) فیلمی در ژانر درام به کارگردانی اریک رومر است که در سال ۱۹۷۶ منتشر شد. از بازیگران آن می‌توان به برونو گانتس و اتو سندر اشاره کرد. این فیلم در بیست و نهمین جشنواره فیلم کن برنده جایزه بزرگ شده است.